# Garzone con flauto
Il Garzone con flauto è un dipinto a olio su tavola (61x51 cm) attribuito a Giorgione o a Tiziano, databile al 1508-1510 circa e conservato ad Hampton Court presso Londra.

## Descrizione e stile
Il ritratto, attribuito al maestro di Castelfranco dal XVIII secolo, mostra evidenti reminiscenze leonardesche, legate soprattutto allo stile sfumato che fa emergere il soggetto dallo sfondo scuro tramite toni smorzati e una linea di contorno assente.
Ritrae un giovinetto che, vestito con una semplice camicia bianca slacciata e con un telo azzurro sopra la spalla, tiene in mano un flauto, e con un atteggiamento malinconico guarda davanti a sé, reclinando leggermente la testa, senza però incontrare direttamente lo sguardo dello spettatore. Si tratta dello stesso giovane ritratto in altre opere del maestro, come il Ragazzo con la freccia o il David con la testa di Golia.
Sebbene lo stile del dipinto richiami da vicino quello di Giorgione, analisi radiografiche sul disegno sottostante farebbero piuttosto pensare alla mano di Tiziano: non è escluso che i due pittori vi abbiano collaborato insieme.